# Julius Martov
Julius Martov, de son vrai nom Iouli Ossipovitch Tsederbaum (en russe : Ю́лий О́сипович Цедерба́ум), né le 24 novembre 1873 dans une famille juive à Constantinople et mort le 4 avril 1923 à Schömberg, est un révolutionnaire marxiste russe.

## Biographie

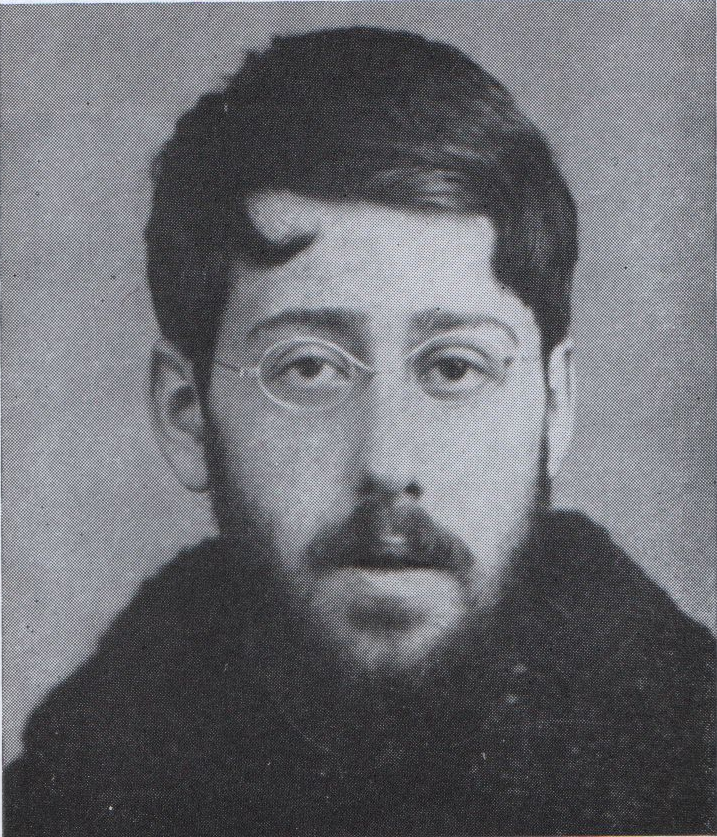
Julius Martov lors de son arrestation en 1896.

Martov fonde en 1895 l'Union de lutte pour l'émancipation de la classe ouvrière avec Lénine. Il est arrêté l'année suivante et passe trois années en prison. À sa libération, il participe avec Lénine à la fondation de l'Iskra, journal révolutionnaire, qu'il dirige par la suite.
En 1903, lors du deuxième congrès du Parti ouvrier social-démocrate de Russie (POSDR), il s'oppose à Lénine sur les questions d'organisation, fonde la fraction menchévique et devient un de ses dirigeants. En 1912, les deux fractions ne sont plus au sein du même parti. Il participe à la révolution russe de 1905 en étant membre du soviet de Saint-Pétersbourg, ce qui entraîne une nouvelle arrestation.
Martov fut pacifiste (« menchévik internationaliste ») durant la Première Guerre mondiale et participa à ce titre à la conférence de Zimmerwald en 1915. Trotski, à sa demande et par l’intermédiaire de Julius Martov approche Pierre Monatte afin de créer une union avec la partie du syndicalisme français opposée à l'union sacrée. Exilé en Suisse, il revient en Russie en 1917 après la révolution de Février. Il s'oppose au gouvernement provisoire dirigé par Kerenski.
D'origine juive, Martov subit l'antisémitisme et le nationalisme de la part de la Russie tsariste. Il est exilé à Touroukhansk, dans la région polaire arctique par les autorités tsaristes, du fait de ses activités révolutionnaires. Mais, alors que Lénine, Russe et non-juif (sa famille maternelle ayant abandonné le judaïsme), connaît un exil plutôt confortable (« En général, l'exil ne se passait pas si mal », selon Nadia Kroupskaïa, la femme de Lénine), il semble que Martov ait subi un exil plus difficile, parce qu'il était juif. Même certains révolutionnaires, en marge de leur Parti, reprirent les préjugés antisémites et nationalistes grand russe contre lui. Peu après la scission, Staline accusa les mencheviks d'être une « faction juive » alors que les bolcheviks auraient été "la véritable faction russe"[Information douteuse].
Martov a été très tôt un adversaire de Staline : il dénonce en 1918 les actes de banditisme de Staline et dit que celui-ci a été exclu du Parti en 1907 ; il se fait traiter alors de calomniateur par les soutiens de Staline.
Pendant et après la révolution d'Octobre, il s'opposa aux bolcheviks : il dénonce ainsi « l'action insensée et criminelle » de Lénine en octobre 1917. Pendant la guerre civile, il les dénonça tout en les défendant contre les « blancs ».
Il resta néanmoins un des amis personnels de Lénine, un des seuls à le tutoyer. Lénine dira en 1921 qu'un de ses plus grands regrets était que Martov ne soit pas de son côté, affirmant que c'est « un homme pur ».
Il finit par devoir quitter le pays en 1920. Il meurt en exil en Allemagne trois ans plus tard.